# Regió d'Anatòlia del Sud-Est (estadística)
La regió d'Anatòlia del Sud-Est (TRC) és una de les 12 regions estadístiques de Turquia.

## Subregions i províncies
- Subregió de Gaziantep (TRC1)
  - Província de Gaziantep (TRC11)
  - Província d'Adıyaman (TRC12)
  - Província de Kilis (TRC13)
- Subregió de Şanlıurfa (TRC2)
  - Província de Şanlıurfa (TRC21)
  - Província de Diyarbakır (TRC22)
- Subregió de Mardin (TRC3)
  - Província de Mardin (TRC31)
  - Província de Batman (TRC32)
  - Província de Şırnak (TRC33)
  - Província de Siirt (TRC34)